# 祖瑪
《祖瑪》（Zuma）是PopCap Games推出的遊戲之一，於2003年首度亮相。除可在網站直接玩外，遊戲支援多款手機、電子手帳及iPod等行動平台。遊戲另設加強版本《Zuma Deluxe》，可在Windows、Mac OS X及透過Xbox Live Arcade服務下載至Xbox、Xbox 360及Xbox One遊戲機上執行，PlayStation 3及PlayStation Network亦可下载。
在遊戲中，會有一串有多種顏色的彩色珠，沿著軌道前往骷髏口中。玩家需控制中央蟾蜍的方向，把口中的彩色珠射出，阻止珠串進入骷髏口。當玩家把珠射向軌道珠串使三顆或以上的同顏色珠連在一起時，便使這串同顏色珠消失。
遊戲設故事模式及漸進難度模式，難度越高，珠的顏色會更多，軌道也會更不利玩家清除顏色珠。在故事模式中，當玩家達到一定分數時，便不會再有新的顏色珠沿軌道出現。在玩家把所有軌道上的珠消去後，便可進入下一關。
此外，遊戲亦會出現一些擁有特殊功能的珠，包括把珠串後退、減速、增加玩家射珠準確度，及可把鄰近的顏色珠炸掉的炸彈珠。這些寶珠設時間限制，在出現一段時間過後便會變回普通珠。

## 抄襲爭議
早在PopCap推出《祖瑪》以前，日本的Mitchell公司於1998年推出一套玩法類似的街機射珠遊戲《Puzz Loop》。Mitchell方面曾擬控告PopCap侵權，但至今尚未採取有關行動。2006年，Mitchell推出NDS版本的射珠遊戲《Magnetica》。